# Enzo Pérez
Enzo Nicolás Pérez còn biết đến với tên gọi đơn giản hơn là Enzo Pérez (phát âm tiếng Tây Ban Nha: [ˈenso ˈpeɾes]; sinh ngày 22 tháng 3 năm 1986) là một cầu thủ bóng đá chuyên nghiệp người Argentina đang chơi ở vị trí trung vệ và thủ môn cho câu lạc bộ River Plate ở giải bóng đá Argentina. Pérez bắt đầu sự nghiệp tại câu lạc bộ Deportivo Maipú, giống như cha của anh ta, anh ấy bắt đầu sự nghiệp chơi bóng chuyên nghiệp tại câu lạc bộ Godoy Cruz, nơi mà anh ấy đã viết nên tên tuổi của mình trong lịch sử của câu lạc bộ bằng việc ghi bàn ở phút thứ năm của trận đấu trong trận hòa 1-1 với câu lạc bộ Atlético Belgrano vào ngày 9 tháng 12 năm 2006. Đây là bàn thắng đầu tiên của Godoy Cruz tại giải bóng đá vô địch quốc gia Argentina. Tổng kết mùa giải anh đã ghi cả thảy 12 bàn thắng cho câu lạc bộ, trong đó phần lớn được thực hiện từ chấm phạt đền. Năm 2007, Pérez gia nhập câu lạc bộ Estudiantes de La Plata.
Năm 2014, anh được triệu tập vào đội tuyển quốc gia tham dự World Cup 2014.

## Thống kê sự nghiệp

### Câu lạc bộ
Tính đến ngày 15 tháng 5 năm 2018
| Câu lạc bộ          | Mùa giải            | Giải đấu | Giải đấu | Cúp quốc gia | Cúp quốc gia | Cúp liên đoàn | Cúp liên đoàn | Quốc tế1 | Quốc tế1 | Khác2 | Khác2 | Tổng cộng | Tổng cộng |
| Câu lạc bộ          | Mùa giải            | Trận     | Bàn      | Trận         | Bàn          | Trận          | Bàn           | Trận     | Bàn      | Trận  | Bàn   | Trận      | Bàn       |
| ------------------- | ------------------- | -------- | -------- | ------------ | ------------ | ------------- | ------------- | -------- | -------- | ----- | ----- | --------- | --------- |
| Estudiantes         | 2007–08             | 10       | 2        | —            | —            | —             | —             | 3        | 0        |       |       | 13        | 2         |
| Estudiantes         | 2008–09             | 25       | 4        | —            | —            | —             | —             | 15       | 2        |       |       | 40        | 6         |
| Estudiantes         | 2009–10             | 30       | 4        | —            | —            | —             | —             | 9        | 1        | 2     | 0     | 41        | 5         |
| Estudiantes         | 2010–11             | 33       | 5        | —            | —            | —             | —             | 2        | 0        | 2     | 0     | 37        | 5         |
| Estudiantes         | 2011–12             | 14       | 0        | —            | —            | —             | —             | 7        | 0        | 0     | 0     | 21        | 0         |
| Estudiantes         | Tổng cộng           | 112      | 15       | —            | —            | —             | —             | 36       | 3        | 4     | 0     | 152       | 18        |
| Benfica             | 2011–12             | 3        | 0        | 0            | 0            | 0             | 0             | 1        | 0        | —     | —     | 4         | 0         |
| Benfica             | 2012–13             | 28       | 4        | 3            | 0            | 3             | 0             | 13       | 0        | —     | —     | 47        | 4         |
| Benfica             | 2013–14             | 28       | 4        | 4            | 1            | 3             | 0             | 12       | 0        | —     | —     | 47        | 5         |
| Benfica             | 2014–15             | 11       | 1        | 2            | 0            | 0             | 0             | 5        | 0        | 1     | 0     | 19        | 1         |
| Benfica             | Tổng cộng           | 70       | 9        | 9            | 1            | 6             | 0             | 31       | 0        | 1     | 0     | 117       | 10        |
| Valencia            | 2014–15             | 14       | 0        | 1            | 0            | —             | —             | —        | —        | —     | —     | 15        | 0         |
| Valencia            | 2015–16             | 20       | 0        | 3            | 0            | —             | —             | 7        | 0        | —     | —     | 30        | 0         |
| Valencia            | 2016–17             | 27       | 0        | 2            | 0            | —             | —             | —        | —        | —     | —     | 29        | 0         |
| Valencia            | Tổng cộng           | 61       | 0        | 6            | 0            | —             | —             | 7        | 0        | 0     | 0     | 74        | 0         |
| River Plate         | 2017–18             | 18       | 0        | 3            | 1            | —             | —             | 11       | 2        | 1     | 0     | 33        | 3         |
| Tổng cộng sự nghiệp | Tổng cộng sự nghiệp | 261      | 24       | 18           | 2            | 6             | 0             | 85       | 5        | 6     | 0     | 376       | 31        |

1Bao gồm Copa Libertadores, UEFA Champions League và UEFA Europa League.

2Bao gồm FIFA Club World Cup, Recopa Sudamericana và Portuguese Supercup.

### Thi đấu quốc tế

#### Thống kê
| Đội tuyển | Năm       | Trận | Bàn |
| --------- | --------- | ---- | --- |
| Argentina | 2009      | 2    | 0   |
| Argentina | 2010      | 1    | 0   |
| Argentina | 2011      | 2    | 1   |
| Argentina | 2012      | 1    | 0   |
| Argentina | 2014      | 7    | 0   |
| Argentina | 2017      | 10   | 0   |
| Argentina | 2018      | 3    | 0   |
| Tổng cộng | Tổng cộng | 26   | 1   |

### Bàn thắng quốc tế
| #  | Ngày                | Địa điểm                                        | Đối thủ  | Bàn thắng | Kết quả | Giải đấu |
| -- | ------------------- | ----------------------------------------------- | -------- | --------- | ------- | -------- |
| 1. | 26 tháng 5 năm 2011 | Sân vận động Centenario, Resistencia, Argentina | Paraguay | 4–2       | 4–2     | Giao hữu |